# Museu Gargoti
El Museu Gargoti és un museu de la ciutat de Sinnar, prop de Nasik, a l'estat indi de Maharashtra, que acull una col·lecció de minerals i gemmes naturals recollits per K. C. Pandey durant 40 anys. La paraula «goti» es refereix a una paraula marathi que significa pedra o còdol. Aquest és el primer i únic museu de joies, minerals i fòssils de l'Índia, alhora que és el museu "privat" de joies i minerals més gran del món. També acull la col·lecció més gran del món de minerals i de cristalls de zeolites índies.